# Fast Getaway - In fuga con papà
Fast Getaway - In fuga con papà (Fast Getaway) è un film del 1991 diretto da Spiro Razatos. La pellicola ha avuto un seguito, Ancora in fuga con papà (1994).

## Trama
Nelson Potter è un ragazzo di sedici anni che progetta elaborate rapine, tutte poi messe in pratica con l'aiuto del padre Sam e di due complici: la fidanzata di quest'ultimo, Lilly, e l'ingenuo Tony. Lilly ha in antipatia il ragazzo e preferirebbe che Sam lo abbandonasse, ma il padre – sinceramente affezionato a lui – rifiuta; dopo un violento litigio, le strade dei Potter e dei complici si separano bruscamente. Tra inseguimenti e fughe spericolate, Nelson e Sam continuano così a rapinare banche, fino a quando a causa di una svista entrambi vengono arrestati.
Casualmente, l'arresto viene ripreso in televisione e visto da Lorraine, che si reca in commissariato per prendere con sé Nelson e cercare di assicurargli un'istruzione; il ragazzo inizialmente non si fida di Lorraine, salvo poi scoprire da Sam che lei era sua madre. Dopo avere organizzato l'evasione di Sam, Nelson si ritrova ad affrontare anche un nuovo "assalto" di Lilly e Tony, desiderosi di vendetta; i Potter riescono però ad avere la meglio, Sam e Lorraine – dopo essersi chiariti – si riappacificano, e insieme a Nelson decidono di partire alla volta del Canada come una vera famiglia.

## Distribuzione
Negli Stati Uniti, la pellicola è stata distribuita dalla New Line Cinema a partire dal 15 marzo 1991, mentre in Italia direttamente in VHS nel corso dell'anno successivo, sotto etichetta Prisma Entertainment / Fox Video.